# Aeroportul Herson
Aeroportul Herson (IATA: KHE, ICAO: UKOH) este un aeroport din Ciornobaiivka, Chornobaivka rural hromada⁠(d), Raionul Herson, Herson, Regiunea Herson, Ucraina ce deservește zona Herson. Aeroportul a fost tranzitat în 2021 de 83.553 de pasageri. A fost numit după zona deservită.
Situat la o altitudine de 45 m, aeroportul dispune de 1 pistă.

## Infrastructură

### Piste
Aeroportul dispune de o singură pistă. Pista are orientarea 03/21.